# 瑞穂 (名寄市)
瑞穂（みずほ）は北海道名寄市にある地名。

## 地理
天塩山脈の支脈である雨竜山脈のふもとの地域。
天塩川の支流である有利里川（）が西から東に流れ、川と並行して北海道道688号名寄遠別線（名寄太10線）が走っている。

## 歴史
旧名を有利里といい、アイヌ語ではペンケ・ウリリ・ルベシベ（川上にある雨竜越えの路）と呼ばれていた。有利里川を伝って山越えすることにより雨竜川筋で漁労や狩猟を行ったり、反対に天塩川の漁期になると雨竜川筋から下ってきたりしていたことを表している。
和人の入植前はうっそうとした森が広がっていたが、水口吉次郎が樹木の払い下げを受けて伐採を行い、また原田愛次郎が土地の下附を得た後に小作を募集するなどして、小さな部落が形成されていった。
この地域で高師小僧の一種が発見され、1939年（昭和14年）9月に「名寄高師小僧」として日本国の天然記念物に指定された。